# Fahs-Anjra
Fahs-Anjra (arabiska: إقليم فحص - انجرة, franska: Province de Fahs-Anjra) är en provins i Marocko.   Den ligger i regionen Tanger-Tétouan-Al Hoceïma, 220 km nordost om huvudstaden Rabat. Antalet invånare är 96 497. Arean är 332 kvadratkilometer.